# Hampton National Park
Hampton National Park är en park i Australien. Den ligger i delstaten Queensland, omkring 95 kilometer väster om delstatshuvudstaden Brisbane. Hampton National Park ligger 719 meter över havet.
Runt Hampton National Park är det glesbefolkat, med 8 invånare per kvadratkilometer..
I omgivningarna runt Hampton National Park växer i huvudsak städsegrön lövskog. Genomsnittlig årsnederbörd är 1 106 millimeter. Den regnigaste månaden är januari, med i genomsnitt 235 mm nederbörd, och den torraste är september, med 31 mm nederbörd.